# James Dawkins (Politiker, 1760)
James Dawkins (* 1760; † 1843) war ein britischer Unterhausabgeordneter.
James Dawkins war der Sohn von Henry Dawkins, einem englischen Landedelmann und wohlhabenden Besitzer von Plantagen in Jamaika, und studierte ab 1779 am Christ Church College in Oxford. Er war in Nachfolge seines Vaters von 1784 bis 1812 Abgeordneter im britischen Unterhaus für den Wahlkreis Chippenham. Von 1812 bis 1826 war er Abgeordneter für den Wahlkreis Hastings, von 1831 bis 1832 für den Wahlkreis Wilton. Seine Brüder George Hay Dawkins Pennant und Henry Dawkins waren gleichfalls Unterhausabgeordnete, ebenso sein Onkel James Dawkins.